# Jean-René de Verdun de La Crenne

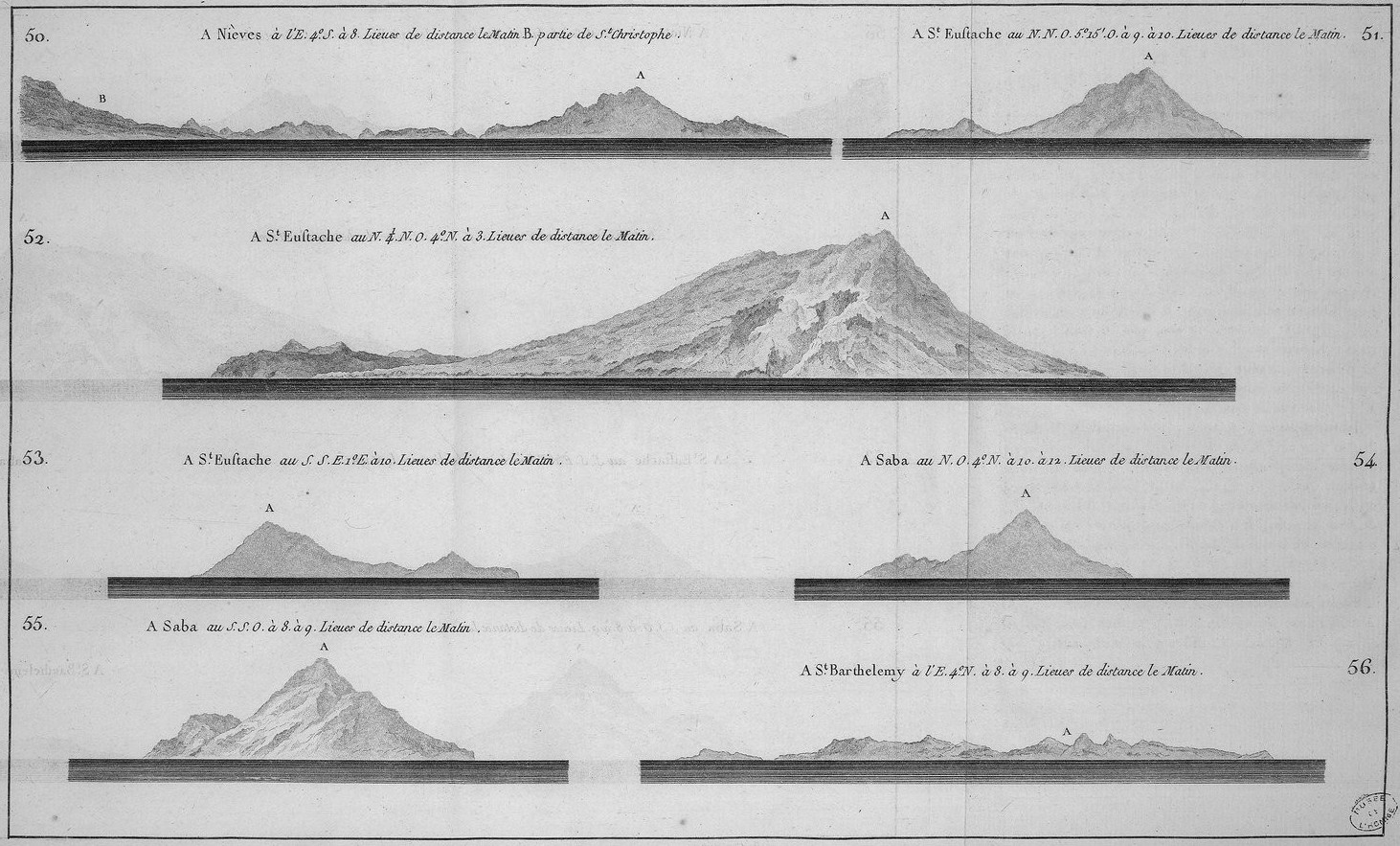
Vista de diversas ilhas das Antilhas realizado durante a expedição de Verdun de la Crenne em 1771-1772.

Jean-René Antoine de Verdun, marquês de la Crenne (Aucey, Manche, 5 de abril de 1741 — Versailles, 3 de agosto de 1805) foi um oficial da Marinha Real Francesa e cientista que se destacou no estudo da geodesia e da cartografia. Participou na Guerra dos Sete Anos e na Guerra da Independência dos Estados Unidos. Terminou a sua carreira no posto de contra-almirante (chef d'escadre) e reformou-se em 1791 em consequência da Revolução Francesa.

## Biografia
Jean-René Antoine de Verdun nasceu no château de la Crenne no seio de uma antiga família aristocrata anglo-normanda estabelecida na Inglaterra e na Normandia no final do século XI. Foi o segundo filho de René Louis de Verdun, senhor de Crenne em Aucey-la-Plaine e de Planche Jumelle em Saint-Quentin-sur-le-Homme, e de sua segunda esposa, Catherine Magdeleine Plessard, nascida em 1702 em Servigny. Ao tempo, o pai era mosqueteiro a cavalo na guarda do rei e capitão-geral da guarda da costa de Pontorson. O seu irmão mais velho, Jacques-Louis (1735-1758), era oficial de cavalaria. Faleceu com 23 anos de idade.
Jean-René Verdun assentou praça em 1756, com 15 anos de idade, como cadete em Toulon, embarcando logo de seguida no navio Guerrier (construído em 1753) integrado no esquadrão comandado por Rolland-Michel Barrin, conde de La Galissonnière, no qual participou na expedição a Menorca e na Batalha de Menorca contra a esquadra do almirante John Byng travada a 20 de maio de 1756.
Duas vezes feito prisioneiro, em 1759 e 1762, foi promovido ao posto de guarda-marinha (enseigne de vaisseau) em 1763. Gravemente ferido em 1765 durante o bombardeamento de Larache pelo esquadrão comandado por Louis Charles du Chaffault de Besné, o conde du Chaffault, foi promovido tenente (lieutenant de vaisseau) no mesmo ano, mas teve que desistir do serviço no mar por algum tempo, procurando recuperar das consequências do ferimento sofrido. Aproveitou a oportunidade para se inteirar do trabalho científico sobre cartografia e astronomia náutica que então estava a ser desenvolvido por vários oficias navais. daí resultou um interesse por essas matérias que marcaria a sua carreira.
Depois de ter desenvolvido com Jean-François du Cheyron du Pavillon um novo código de sinais táticos, embarcou novamente em 1768 com Jean-Dominique Cassini, conde de Cassini para uma expedição científica aos Grandes Bancos da Terra Nova. Em resultado do seu crescente prestígio científico, foi eleito membro-adjunto da Academia Real de Marinha (Académie royale de marine) em 1771.
Nesse mesmo ano de 1771, Verdun assumiu o comando da fragata La Flore tendo como missão realizar uma expedição científica, organizada pela Academia das Ciências com o objetivo de testar novos cronómetros náuticos e instrumentos de observação astronómica para melhorar a medição das longitudes no mar. O cientista Jean-Charles de Borda era o segundo oficial da expedição e a bordo seguiam o astrónomo Alexandre Guy Pingré e o pintor Nicolas Ozanne. A expedição partiu de Brest em 1771, e escalou as ilhas Canárias, Cádis, Antilhas, Terra Nova, Saint-Pierre-et-Miquelon, Islândia e Copenhaga, regressando daí a Brest. O relato desta viagem foi publicado em 1778 sob o título de «Voyage fait par ordre du Roi en 1771 et 1772, en diverses parties de l'Europe, de l'Afrique et de l'Amérique; etc.»
Em 1776, Verdun foi nomeado cavaleiro da Ordem Real e Militar de São Luís (Ordre royal et militaire de Saint-Louis). Nesse mesmo ano, durante uma campanha científica no Báltico a bordo do Tamponne e do Compas, escalou São Petersburgo, onde foi apresentado a Catarina II da Rússia, imperatriz da Rússia. Voltou a São Petersburgo em 1777, altura em que a Czarina o cahmou para o ouvir sobre a organização da Marinha Francesa, que ela desejava tomar como modelo para a Marinha Imperial Russa.
Nomeado membro ordinário da Academia Real de Marinha em 1777, Verdun recebeu um posto de comando nas Índias Ocidentais. Foi promovido a capitão (capitaine de vaisseau) em 1779, e recebeu o comando do navio Le Zodiaque, com o qual reencontrou Jean-François du Cheyron du Pavillon na Esquadra da Mancha comandada por Louis Guillouet d'Orvilliers, o conde d'Orvilliers.
Promovido a major-general das forças navais comandadas pelo Charles Henri d'Estaing, o conde d'Estaing, em 1780, Verdun recebeu em 1781 o comando do navio Le Royal Louis, 110 peças, com as quais participou na Guerra da Independência Americana no esquadrão de Antoine Hilarion de Beausset. Foi depois nomeado general-de-brigada das forças navais combinadas do exército franco-espanhol sob as ordens de Louis Des Balbes de Berton de Crillon, o duque de Mahón e de Luis de Córdova y Córdova. Em 20 de outubro de 1782, participou da Combate do Cabo Espartel e das operações ao redor de Gibraltar. Nesta ocasião comandou o Royal Louis (construído em 1780) tendo a bordo o almirante Antoine Hilarion de Beausset.
Em 1785, Verdun recebeu o comando da estação das forças navais nas Índias Ocidentais, e em 178 foi promovido a chefe de esquadra (equivalente a contra-almirante) e nomeado chefe da divisão naval de Brest, e finalmente, chef d'escadre em 1787. Foi nomeado membro do Conselho da Marinha criado em Versalhes em 1788.
Com a Revolução Francesa, deixou o serviço ativo em janeiro de 1791 e emigrou para Espanha. Regressado a França após o fim do Terror, foi eleito membro do Institut de France em 1796, da Academia das Ciências e da Académie des sciences morales et politiques. Faleceu em Versalhes a 18 de agosto de 1805.

## Links
- Verdun de la Crenne sur le site du Cths - Comité des travaux historiques et scientifiques
- Verdun de la Crenne, Jean-René-Antoine, marquis de (1741-1805), Académie de Marine.
- Verdun de la Crenne (Jean-René-Antoine, Marquis de), Vieille Marine
- (em castelhano) Jean-René-Antoine Verdun de la Crenne (1741-1805), Fundación Canaria Orotava de Historia de la Ciencia
- Les Illustrations de Voyage fait par ordre du roi en 1771 et 1772 en diverses parties de l'Europe, publiées en 1778. Plans et dessins de Pierre Ozanne (mais classés sous le nom de Nicolas Ozanne), texte de Verdun de la Crenne, sur le site de la BNF.